# Slemsrud
Slemsrud este o localitate din comuna Hamar, provincia Hedmark, Norvegia, cu o suprafață de 0,39 km² și o populație de 507 locuitori (2013).